# Carrer de Llovera (Reus)
El Carrer de Llovera és un carrer del municipi de Reus (Baix Camp) inclòs en l'Inventari del Patrimoni Arquitectònic de Catalunya.

## Descripció
Va de la plaça de Prim fins a la plaça del Pintor Fortuny. És un dels conjunts comercials més importants de Reus. L'altura i l'amplada dels seus edificis, igual que el seu estil, és variable, havent tingut molts canvis en el segle xix i XX. Presenta gran complexitat decorativa: arrebossat i esgrafiats, frontons, balustres de ferro forjat i de pedra, i barbacanes. Les obertures són de diferent composició tant en les portes com en les finestres i balcons, amb columnes, timpans, mènsules, algun capitell i cornises. La tipologia dels edificis no és unitària, tot i que les plantes baixes són majoritàriament comerços, i els pisos estan repartits entre oficines i habitatges. Té com a principals elements d'interès el Palau Bofarull i diverses cases amb interessants elements eclèctics, noucentistes i modernistes, com la Casa Boule, la casa Tomàs Jordi o la Casa Punyed, tot i que cap d'elles destaqui de manera especial.

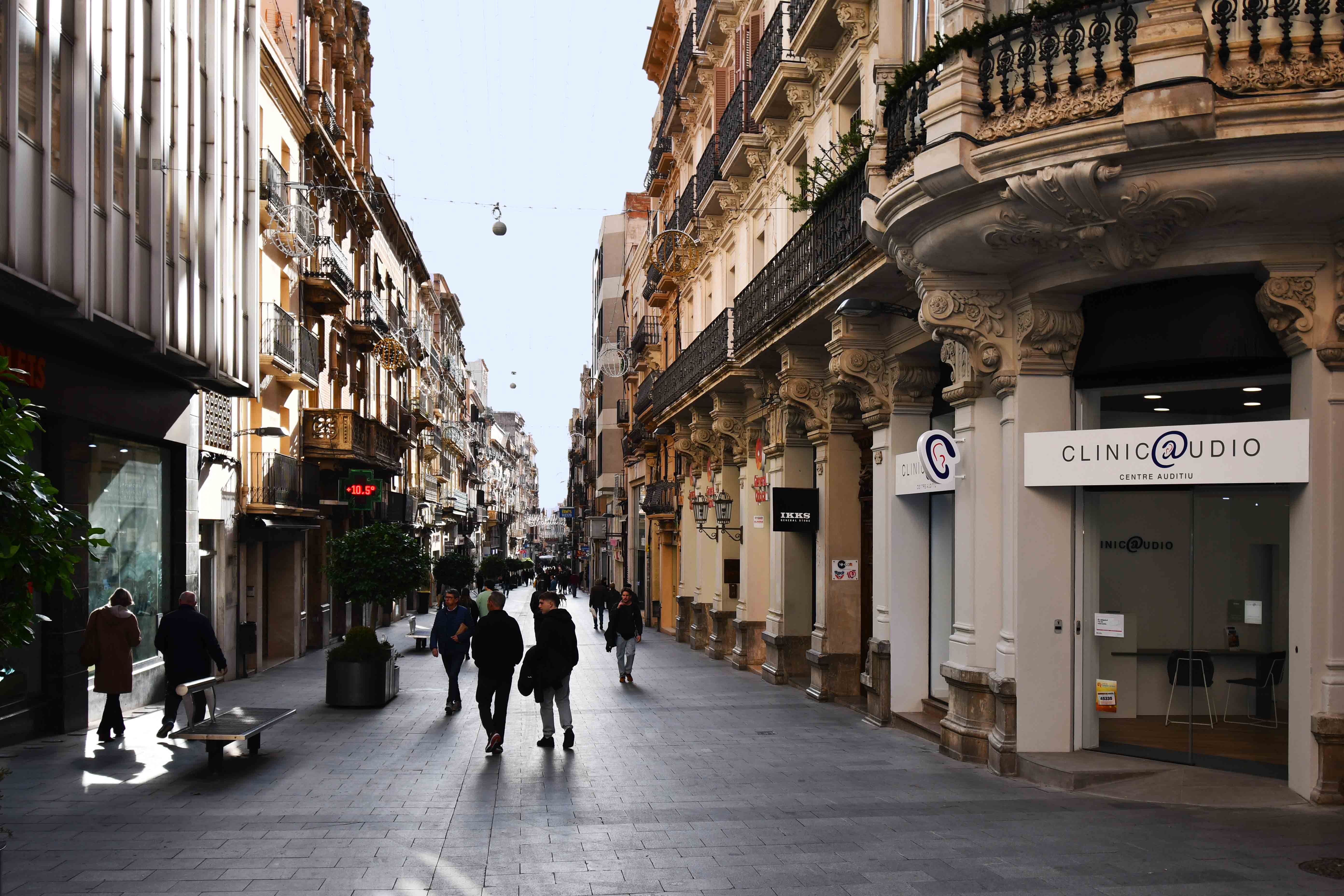
Carrer de Llovera en l'actualitat

## Història
Aquest carrer es comença a construir el 1773. Popularment se'l denominava del Pedró, i encara es diu, ja que conduïa a les basses del Pedró, avui convertides en la plaça del Pintor Fortuny. Oficialment el carrer va tenir el nom de Sant Pere d'Alcàntara. Les basses del Pedró rebien aigua des d'Almoster a través d'unes mines, i servien per a distribuir-la per la vila, i també s'utilitzaven de rentadors públics. Quan es va construir el Quarter de cavalleria a mitjan segle xviii, l'existència de les basses va provocar polèmiques, ja que, deien, aquells rentadors donaven lloc a "nombrosos pecats" per la proximitat dels soldats amb les minyones i senyores que els utilitzaven. Però en realitat les basses eren massa properes als pous negres de la Caserna, i provocaven grans pudors i contaminació. Cap al 1785 es van treure les basses i al seu lloc es va formar una mena de placeta on es va instal·lar una font, la font de Neptú, actualment situada a la plaça del Víctor, al carrer Ample. El carrer de Llovera va ser un producte de l'expansió econòmica i demogràfica de la ciutat en el segle xviii, tot i que la seva estructura ha canviat molt en els darrers anys a causa d'haver-se convertit al segle xix en una de les principals artèries de la ciutat. En el període del modernisme es va reestructurar alineant les cases i ennoblint-les. El nom actual se li va donar a la mort del pintor local Josep Llovera i Bufill el 1896. A la fotografia antiga veiem el carrer de Llovera des de la cantonada amb el carrer de l'Amargura el 1917. A l'esquerra amb un rellotge, el Campanaret, ara enderrocat, i a la dreta, amb la seva torratxa característica, la Casa Boule.